# 薩米利夫卡 (扎波羅熱區)
47°53′11″N 36°1′5″E / 47.88639°N 36.01806°E
薩米利夫卡（烏克蘭語：Самійлівка）是位於烏克蘭東南部的村莊，由扎波羅熱州扎波羅熱区的泰爾努瓦泰市鎮負責管轄。該村始建於1879年，面積1.7平方公里，海拔高度132米，2001年人口438，人口密度每平方公里264.7人。